# Limbe Wildlife Center
Koordinaten: 4° 0′ 50,8″ N, 9° 12′ 39″ O
Das Limbe Wildlife Centre (LWC) ist eine Auffangstation für bedrohte Wildtiere in der Hafenstadt Limbe im Südwesten Kameruns. Das Projekt wurde 1993 von der kamerunischen Regierung und der NGO Pandrillus Foundation ins Leben gerufen. Neben einigen Reptilien- und Vogelarten beherbergt die Station vor allem verschiedene in ihrem Bestand stark gefährdete afrikanische Primaten, darunter beide Unterarten des Westlichen Gorillas, sowie Schimpansen, Drills, Mandrills, Paviane und Meerkatzen.
Die meisten der eingelieferten Primaten sind Waisen, deren Familien von Wilderern (siehe Bushmeat) getötet wurden. Andere wurden illegal als „Haustiere“ gehalten oder auf lokalen Märkten zum Kauf angeboten und von den Behörden beschlagnahmt. Vor allem die Jungtiere sind meist in besonders kritischem Zustand – krank, verletzt und traumatisiert. Schusswunden und gebrochene Gliedmaßen sind keine Seltenheit, zudem wirkt auch die Dehydratisierung oft lebensbedrohend. Bis zu ihrer körperlichen und psychischen Stabilisierung betreuen erfahrene Tierärzte und Pfleger die Tiere, anschließend werden die Waisen in bestehende Gruppen eingegliedert, wo sie in naturnaher Umgebung ein artgerechtes Leben führen können. Derzeit beherbergt die Station rund 200 Affenkinder.
Das Limbe Wildlife Centre arbeitet eng mit dem Ministerium für Forstwirtschaft und Wildtiere sowie der Pandrillus Foundation zusammen und wird durch Spendengelder finanziert. Zu den Sponsoren zählt auch die deutsche NGO Pro Wildlife. Die Mittel werden für den weiteren Ausbau der Station verwendet, den der ständige Zustrom an Tieren notwendig macht. Ein weiterer Schwerpunkt neben der artgerechten Beherbergung der Tiere ist die Vermittlung des reichen kamerunischen Naturerbes an die lokale Bevölkerung und des dafür notwendigen Wissens, wie dieses Erbe bewahrt werden kann.

## Medien
Die NDR Naturfilm produzierte 2009 die Dokumentation Bama, der Gorillamann – Abenteuer in Kamerun. Der Film "erzählt die Geschichte einer besonderen Freundschaft zwischen dem Tierpfleger Alfred Bama und dem Gorilla Nyango und zeigt die weltweit ersten Aufnahmen der Cross-River-Gorillas in der Wildnis." Die von Ernst Sasse und Hans-Peter Kuttler unter der Regie von Nicky Lankester gedrehte 45-minütige Dokumentation wird seither gelegentlich in den dritten Programmen des deutschen Fernsehens gezeigt.